# Малиев, Арсланбек Касымакунович
Малиев Арсланбек (Арслан) Касымакунович (род. 8 октября 1957, Арсланбоб, Джалал-Абадская область) — кыргызстанский политик.

## Биография

### Ранние годы и семья
Арсланбек Малиев родился 8 октября 1957 года в Арсланбобе Джалал-Абадской области, в семье репрессированных педагогов.
Отец Арсланбека, Малиев Касымакун, находился в ссылке совместно со своими родителями и родственниками в селе Чалбаск (ныне село Виноградное) Скадовского района, Херсонской области, Украина. Из ссылки Касымакун вернулся один. После окончания Кара-Колского пединститута Касымакун работал учителем в Иссык-Кульской области. С началом ВОВ Касымакун записался добровольцем и уехал на фронт, но в городе Алма-Ате у него обнаружили бронь и вернули обратно работать педагогом. Из за нехватки учителей на юге Киргизии его направили с женой Какен работать в Джалал-Абадскую область, где он работал учителем и директором рядом школ Базар-Курганского, Ленинского, Сузакского районов (село Барпы). В честь Малиева Касымакуна за его добросовестный труд названа улица на малой родине в селе Туура-Суу, Иссык-Кульской области.
Мама Арсланбека, Бейшеева Какен, работала учительницей, затем в объединении «Союзпечать», а перед уходом на пенсию заведующей магазина. Она воспитала 6 детей, за что была удостоена серебряного ордена «Материнская Слава» второй степени, награждена медалью «Ветеран труда» и медалью «100 лет В. И. Ленину».

### Образование
Арсланбек Малиев окончил среднюю школу № 5 г. Джалал Абада в 1974 году.
В 1979 году получил диплом с отличием Харьковской академии питания. В период обучения в ВУЗе дважды выезжал на строительство железнодорожной магистрали Сургут-Уренгой в качестве комиссара строительного отряда, работал инженером-технологом, заместителем начальника отдела организации производства Фрунзенского городского объединения питания.
В 1980 году поступил в аспирантуру Укр. НИИ внешнеэкономических связей и информации в г. Киев, после окончания которой успешно защитил диссертацию на соискание ученой степени кандидата экономических наук.

### Предпринимательская карьера
С 1984 года директор комплекса «Нарын», директор фирмы «Киргизвнешторг». В 1989 году 16-ти тысячный коллектив Фрунзенского городского объединения питания на альтернативной основе избрал Малиева А. К. — генеральным директором. Новшества и новаторства Малиева А. К. привели к его вынужденной отставке и к безработице.
В 1990 году руководитель республиканского объединения по туризму «Киргизсаякат».
С 1991 года по 1994 год — президент холдинговой компании «Аалам».
В 1995 году прошел стажировку в Международном институте ресурсов (Кливленд, США).

### Политическая деятельность
Трижды: в 1995, 2000 и 2005 годах избирался депутатом Жогорку Кенеша (Парламента) Киргизской Республики по одномандатному округу на альтернативной основе.
«Тюльпановая революция» 2005 года в Кыргызской Республике началась с протестов и перекрытия дорог жителей Тонского и Джети-Огузского районов на золоторудное месторождение Кумтор, в связи с незаконным снятием с выборов кандидата в депутаты Малиева Арсланбека. По этому округу выборы не состоялись, потому-что избиратели проголосовали против оставшихся 2 кандидатов 78 % голосов. Позже, когда были назначены новые выборы, уже при новой власти, за Малиева А. К. проголосавало 99 % избирателей, поддерживая его справедливость и активное участие в «Тюльпановой революции».
В Парламенте Республики работал заместителем председателя Комитета по вопросам бюджета и финансов, председателем Комиссии по вопросам высокогорных, отдаленных регионов и районов с тяжелыми природно-климатическими условиями.
В 2003 году избран Президентом Союза киргизских обществ дружбы и сотрудничества с зарубежными странами. С 2004 года избирается постоянно Президентом Федерации стрельбы из лука Киргизской Республики.
В 2007 году создал и по сей день является лидером партии беспартийных «Аалам». Дважды принимал участие в выборах Президента Кыргызской Республики.

## Личная жизнь
Женат, имеет детей.

## Награды и звания
- Почетная грамота городского комитета ВЛКСМ Сургута
- Почетная грамота Правительства Кыргызской республики (2002)
- Лауреат международной премии «Руханият»
- Медаль Дружба — Государственная награда Монголии (2012)
- Медаль «Найрамдлын Алтан Од» (2007)
- Медаль «50 лет РОССНАА» (Москва, Россия)
- государственный советник второго класса Кыргызской Республики (2001)
- почётный гражданин городов Ноксвилл (Теннесси, США), Аллекджени (Пенсильвания, США), Жалгыз-Орук (Иссык-Кульская область)
- Медаль «Манас 1000»